# Nosean
Nosean ist ein selten vorkommendes Mineral aus der Mineralklasse der „Silikate und Germanate“. Es kristallisiert im kubischen Kristallsystem mit der chemischen Zusammensetzung Na8[SO4|Al6Si6O24]·H2O, ist also chemisch gesehen ein wasserhaltiges Natrium-Alumosilikat mit Sulfationen als zusätzlichen Anionen.
Nosean entwickelt meist nur kleine, dodekaedrische Kristalle bis etwa zwei Millimetern Größe, kommt aber auch in Form körniger bis massiger Mineral-Aggregate vor. In reiner Form ist er farblos und durchsichtig. Durch vielfache Lichtbrechung aufgrund von Gitterbaufehlern oder polykristalliner Ausbildung kann er aber auch weiß erscheinen und durch Fremdbeimengungen eine blaue, grüne oder graubraune bis schwarze Farbe annehmen, wobei die Transparenz entsprechend abnimmt.
Nosean und Haüyn bilden eine lückenlose Mischreihe.

## Etymologie und Geschichte

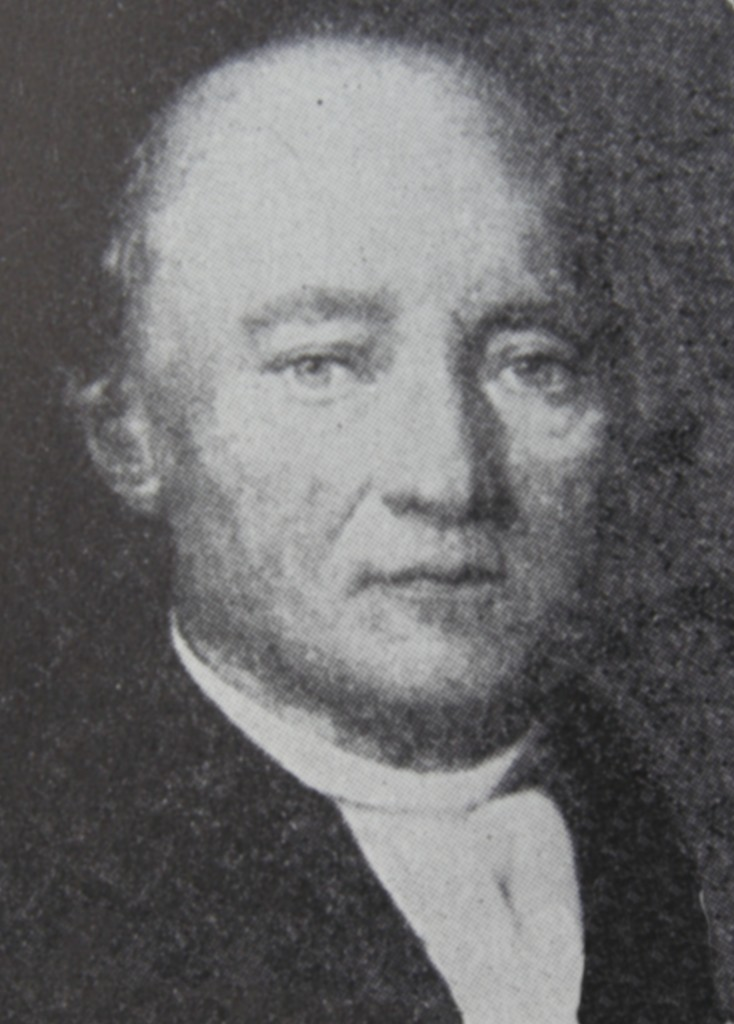
Karl Wilhelm Nose

Erstmals entdeckt wurde Nosean in Mineralproben von der Sandkaule (auch Sandkuhle) bei Maria Laach in der zur rheinland-pfälzischen Vulkaneifel gehörenden Verbandsgemeinde Brohltal. Die Analyse und Erstbeschreibung erfolgte 1808 durch Karl Wilhelm Nose, der das Mineral als Spinellan bezeichnete, da er es für ein der Spinellgruppe verwandtes Mineral hielt. Herausgegeben wurde diese Beschreibung durch Johann Jacob Nöggerath in dessen Werk Mineralogische Studien über die Gebirge am Niederrhein.
1815 konnte Martin Heinrich Klaproth durch genauere Analysen die vermutete Verwandtschaft mit den Spinellen widerlegen. Er schlug daher vor, das Mineral umzubenennen und nach seinem Erstbeschreiber als Nosean (in erster Publikation zunächst Nosian) zu bezeichnen.
Ein Aufbewahrungsort für das Typmaterial des Minerals ist nicht dokumentiert.
Da der Nosean bereits lange vor der Gründung der International Mineralogical Association (IMA) bekannt und als eigenständige Mineralart anerkannt war, wurde dies von ihrer Commission on New Minerals, Nomenclature and Classification (CNMNC) übernommen und bezeichnet den Nosean als sogenanntes „grandfathered“ (G) Mineral. Die seit 2021 ebenfalls von der IMA/CNMNC anerkannte Kurzbezeichnung (auch Mineral-Symbol) von Nosean lautet „Nsn“.

## Klassifikation
In der veralteten 8. Auflage der Mineralsystematik nach Strunz gehörte der Nosean zur Mineralklasse der „Silikate“ und dort zur Abteilung „Gerüstsilikate (Tektosilikate)“, wo er gemeinsam mit Haüyn, Lasurit, Sodalith und Tugtupit in der „Sodalith-Nosean-Reihe“ mit der Systemnummer VIII/F.07 steht.
In der zuletzt 2018 überarbeiteten Lapis-Systematik nach Stefan Weiß, die formal auf der alten Systematik von Karl Hugo Strunz in der 8. Auflage basiert, erhielt das Mineral die System- und Mineralnummer VIII/J.11-020. Dies entspricht der ebenfalls der Abteilung „Gerüstsilikate“, wo Nosean zusammen mit Bicchulith, Haüyn, Hydrosodalith, Kamaishilith, Lasurit, Sodalith, Tsaregorodtsevit, Tugtupit und Vladimirivanovit die „Sodalithgruppe“ mit der Systemnummer VIII/J.11 bildet.
Die von der International Mineralogical Association (IMA) zuletzt 2009 aktualisierte 9. Auflage der Strunz’schen Mineralsystematik ordnet den Nosean in die erweiterte Klasse der „Silikate und Germanate“ und dort in die Abteilung „Gerüstsilikate (Tektosilikate) ohne zeolithisches H2O“ ein. Diese ist weiter unterteilt nach der möglichen Anwesenheit zusätzlicher Anionen und das Mineral ist entsprechend seiner Zusammensetzung in der Unterabteilung „Gerüstsilikate (Tektosilikate) mit zusätzlichen Anionen“ zu finden, wo es zusammen mit Bicchulith, Danalith, Genthelvin, Haüyn, Helvin, Kamaishilith, Lasurit, Sodalith, Tsaregorodtsevit und Tugtupit die „Sodalith-Danalith-Gruppe“ mit der Systemnummer 9.FB.10 bildet.
In der vorwiegend im englischen Sprachraum gebräuchlichen Systematik der Minerale nach Dana hat Nosean die System- und Mineralnummer 76.02.03.02. Auch dies entspricht der Klasse der „Silikate“ und dort der Abteilung „Gerüstsilikate: Al-Si-Gitter“. Hier findet er sich innerhalb der Unterabteilung „Gerüstsilikate: Al-Si-Gitter, Feldspatvertreter und verwandte Arten“ in der  „Sodalithgruppe“, in der auch Sodalith, Haüyn, Lasurit, Bicchulith, Kamaishilith, Tugtupit und Tsaregorodtsevit eingeordnet sind.

## Kristallstruktur
Nosean kristallisiert kubisch in der Raumgruppe P43n (Raumgruppen-Nr. 218) mit dem Gitterparameter a = 9,08 Å sowie einer Formeleinheit pro Elementarzelle.

## Eigenschaften
Reiner Nosean ist farblos. Er kann jedoch aufgrund von Gitterbaufehlern, mikrokristalliner Ausbildung oder Verzwillingung und der damit verbundenen hohen Lichtstreuung weiß bis grau erscheinen. Durch Fremdbeimengungen von Kalium und Eisen bzw. teilweisen Ersatz des [SO4]2−-Komplexes durch Cl− kann das Mineral auch eine bläuliche, grünliche oder bräunliche Farbe annehmen.
Im Dünnschliff ist das Mineral farblos bis grau; idiomorphe Kristalle sind häufig. Wie bei dem verwandten Haüyn sind sehr oft Einschlüsse in den Kristallen zu finden, die oft zonenartig angeordnet sind („Trauerränder“). Unter gekreuzten Polarisatoren erscheint das optisch isotrope Material dunkel.

## Modifikationen und Varietäten
Ittnerit (asch- bis blaugrau) und Skolopsit (lichtgrau bis fleischrot) sind zwei in verschiedenem Grade zeolithisierte Noseane und gelten als Varietäten von diesem.

## Bildung und Fundorte

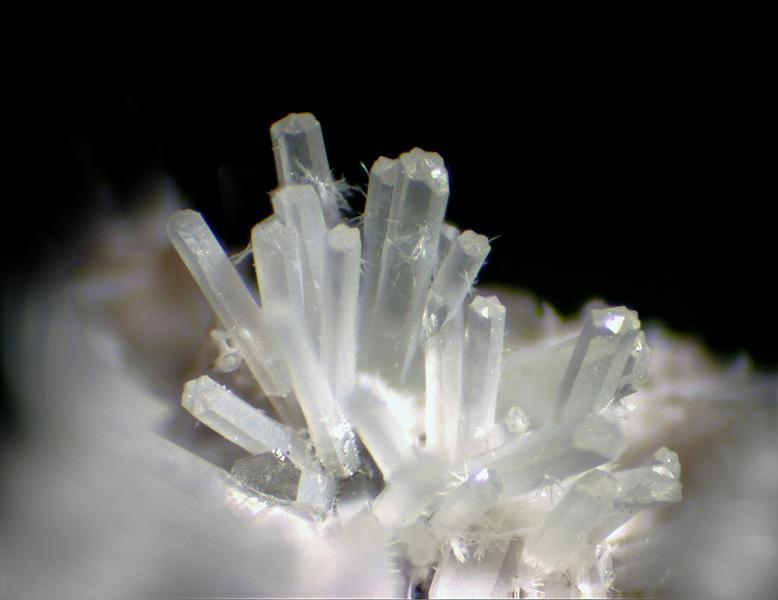
Ein Büschel Nosean-Kristalle (Bildgröße: 3 mm)

Nosean bildet sich in siliciumarmen, alkalischen, Vulkaniten wie dem Phonolith. Dort tritt es unter anderem in Paragenese mit Sanidin, verschiedenen Glimmern, Leucit, Magnetit, Ilmenit, Titanit und Zirkon auf.
Als seltene Mineralbildung konnte Nosean nur an wenigen Orten nachgewiesen werden, wobei weltweit bisher rund 100 Fundorte dokumentiert sind (Stand 2024). Außer an seiner Typlokalität, der Sandkaule (auch Sandkuhle) bei Maria Laach, konnte das Mineral in der Verbandsgemeinde Brohltal noch am Schellkopf bei Brenk, im heutigen Naturschutzgebiet Dachsbusch der Gemeinde Glees, in den Bimsgruben und am Kunkskopf in der Gemeinde Wassenach sowie am Kappiger Ley und im Wehrer Kessel entdeckt werden. Weitere bekannte Vorkommen in Rheinland-Pfalz sind der Landkreis Mayen-Koblenz wie Mendig, Pellenz und Ettringen sowie Emmelberg, der Vulkankomplex Rockeskyll, der Steinbruch Stolz (auch Graulai oder Graulay) bei Hillesheim und der Niveligsberg bei Drees. Daneben trat das Mineral in Deutschland noch am Horberig nahe Oberbergen, am Hohenkrähen, Mägdeberg und Hohentwiel im Landkreis Konstanz, im Steinbruch „Am Michelsberg“ am Osthang des Katzenbuckels, im Urach-Kirchheimer Vulkangebiet in der Schwäbischen Alb und der Grabenstetter Steige bei Grabenstetten in Baden-Württemberg auf.
Der bisher einzige bekannte Fundort in Österreich ist der Stradner Kogel im Südosten der Steiermark.
In der Schweiz fand sich Nosean bisher nur in der Umgebung von Beringen SH, Hofen SH, Opfertshofen und Ramsen SH im Kanton Schaffhausen.
Weitere Fundorte sind unter anderem die Lapislazuli-Lagerstätte „Ladjuar Medam“ bei Sar-e-Sang in Afghanistan, die Antarktis, das Huon Valley Municipality auf Tasmanien (Australien), einige Orte im französischen Département Cantal, Cape Dalton und Kangerlussuaq in Grönland, Los Archipelago in Guinea, einige Fundpunkte in der italienischen Region Latium, der Vulkankegel Etinde am Kamerunberg in Kamerun, Labrador und Montreal in Kanada, Centurion im Departamento Concepción in Paraguay, die Chibinen auf der russischen Halbinsel Kola, Särna in der schwedischen Provinz Dalarnas län, der Hohe Hain im Isergebirge in Tschechien, am Wolf Rock in der englischen Gemeinde Sennen im Vereinigten Königreich (Großbritannien) sowie mehreren Orte in verschiedenen Staaten der USA.
Auch in Mineralproben vom Mount Ormonde an der Gorringe-Bank im Atlantik konnte Nosean nachgewiesen werden.